# Franciela Krasucki
Franciela das Graças Krasucki (née le 26 avril 1988 à Valinhos) est une athlète brésilienne, spécialiste du sprint.
Son meilleur résultat, qui améliore son ancien record d'Amérique du Sud de 11 s 15, est de 11 s 13 (- 0,7 m/s) réalisé en demi-finale des Championnats du Brésil à São Paulo le 6 juin 2013.
Finaliste du relais 4 × 100 lors des Jeux de 2012, elle a été également finaliste lors des Championnats du monde 2011, des Jeux panaméricains 2011, et a terminé 4e des Championnats du monde junior en 2006, comme en individuel lors des Championnats du monde jeunesse 2003 et 2005 lors du 100 m.
Depuis 2012, elle est mariée avec Kléberson Davide.